# شن‌یانگ جی-۸
شین‌یانگ جی-۸ (به انگلیسی: Shenyang J-8) هواپیمای رهگیر با سرعت بسیار زیاد و ارتفاع پرواز بالا و تک سرنشینه، ساخت کشور چین است. این جنگنده یک توسعه بر روی جنگنده جی-۷ چینی بود و در دو مدل ۱ و ۲ تولید شد. مدل یک دارای ورودی هوا بر روی دماغه است ولی مدل دوم دو ورودی هوا در دو طرف دارد. در مجموع ۳۸۰ فروند از این جنگنده تولید شد

## نگارخانه

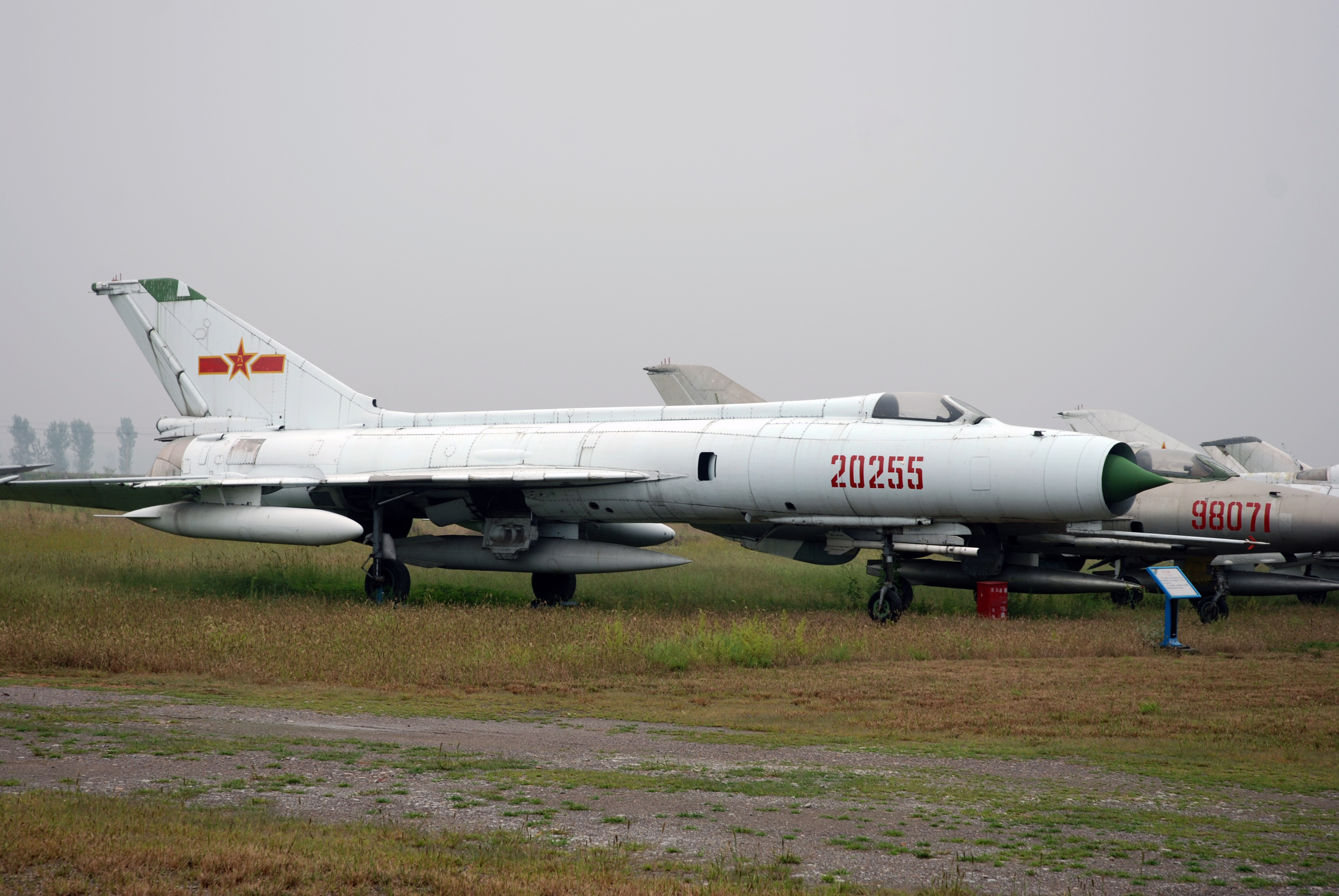
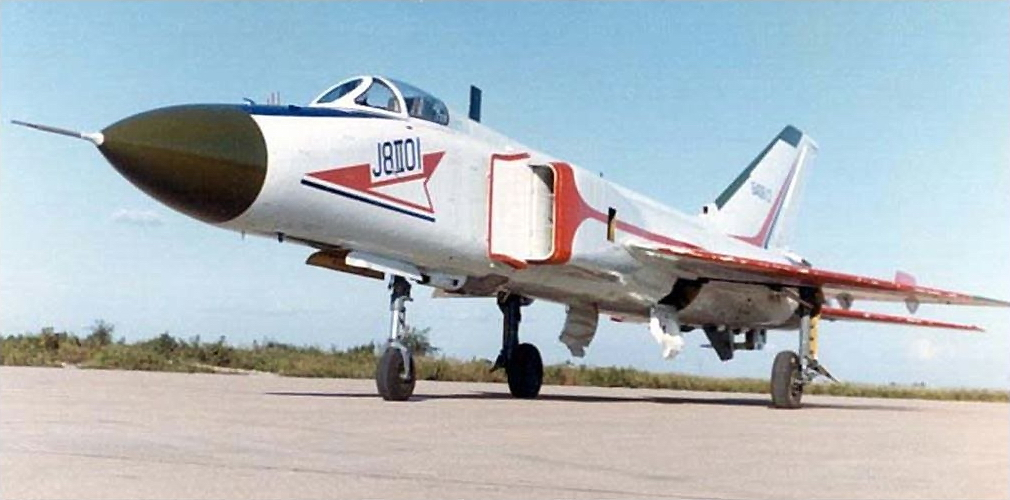
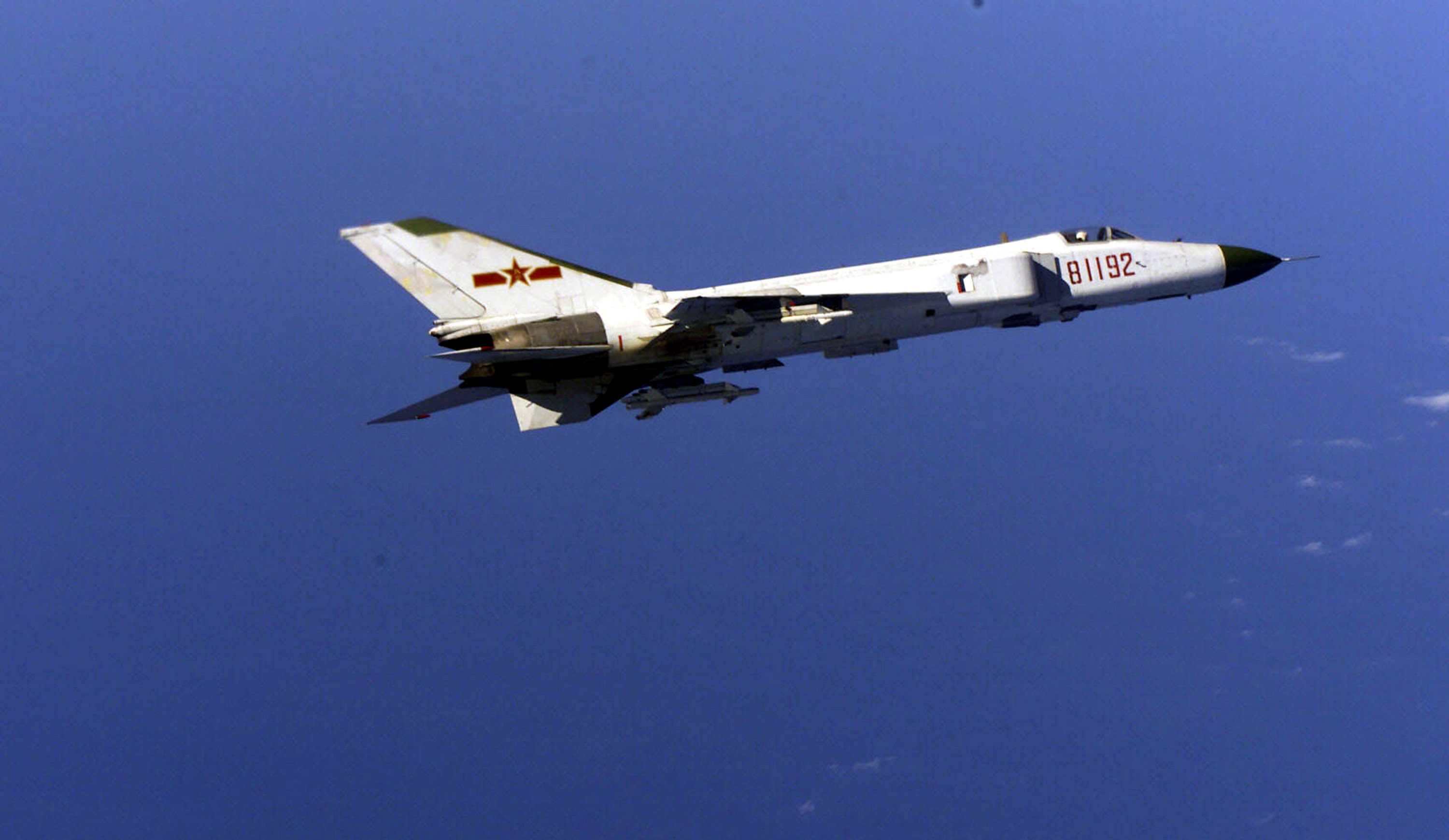